# Gare de Modave-Village
La gare de Modave-Village est un ancien point d'arrêt de la ligne 126, de Statte à Ciney, située sur la commune de Modave, dans la Province de Liège en Région wallonne, en Belgique. Elle se trouve plus proche du bourg que la gare de Modave.

## Situation ferroviaire
La gare de Modave-Village était située au point kilométrique (pk) 13,90 de la ligne 126, de Statte à Ciney entre les gares de Modave et de Clavier.

## Histoire
La ligne de Statte à Ciney, construite par la Société anonyme du chemin de fer Hesbaye-Condroz, est inaugurée le 10 juin 1872 (section Statte - Huy - Modave) et prolongée vers Ciney le 1er février 1877. La gare de Modave a été construite à l'écart de Modave, au hameau de Pont-de-Bonne, mais la ligne vers Ciney passe en contrebas de la commune dans son ascension de la vallée, étroite et sinueuse, de la Bonne.
En 1933, la SNCB décide de créer un modeste point d'arrêt, avec un quai à la sortie du tunnel de Modave, à cheval sur le petit pont sur le ruisseau. Elle entre en service le 3 avril
La ligne de Statte à Ciney ferme aux voyageurs en 1962 et le trafic des marchandises prend fin en 1964 sur cette section. Un RAVeL a été aménagé entre Marchin et Ciney. À cette occasion, l'abri en béton a été remis en état et le tunnel de Modave, également appelé tunnel de Rômont a été doté d'éclairages pour les piétons et cyclistes.

## Patrimoine ferroviaire
L'abri en béton, typique des premiers abris de quai de la SNCB, a été restauré et repeint.

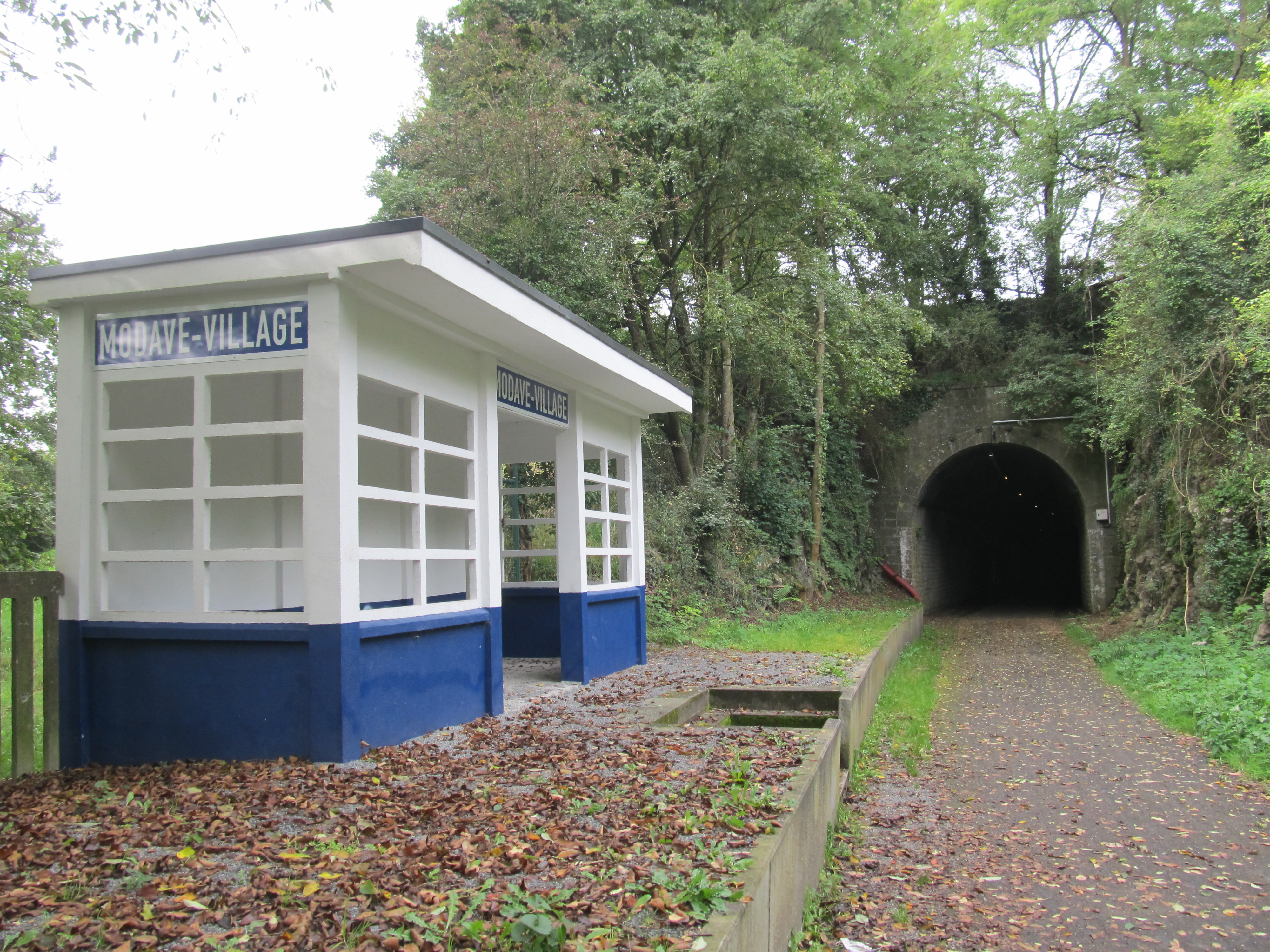
Le point d'arrêt et le tunnel.
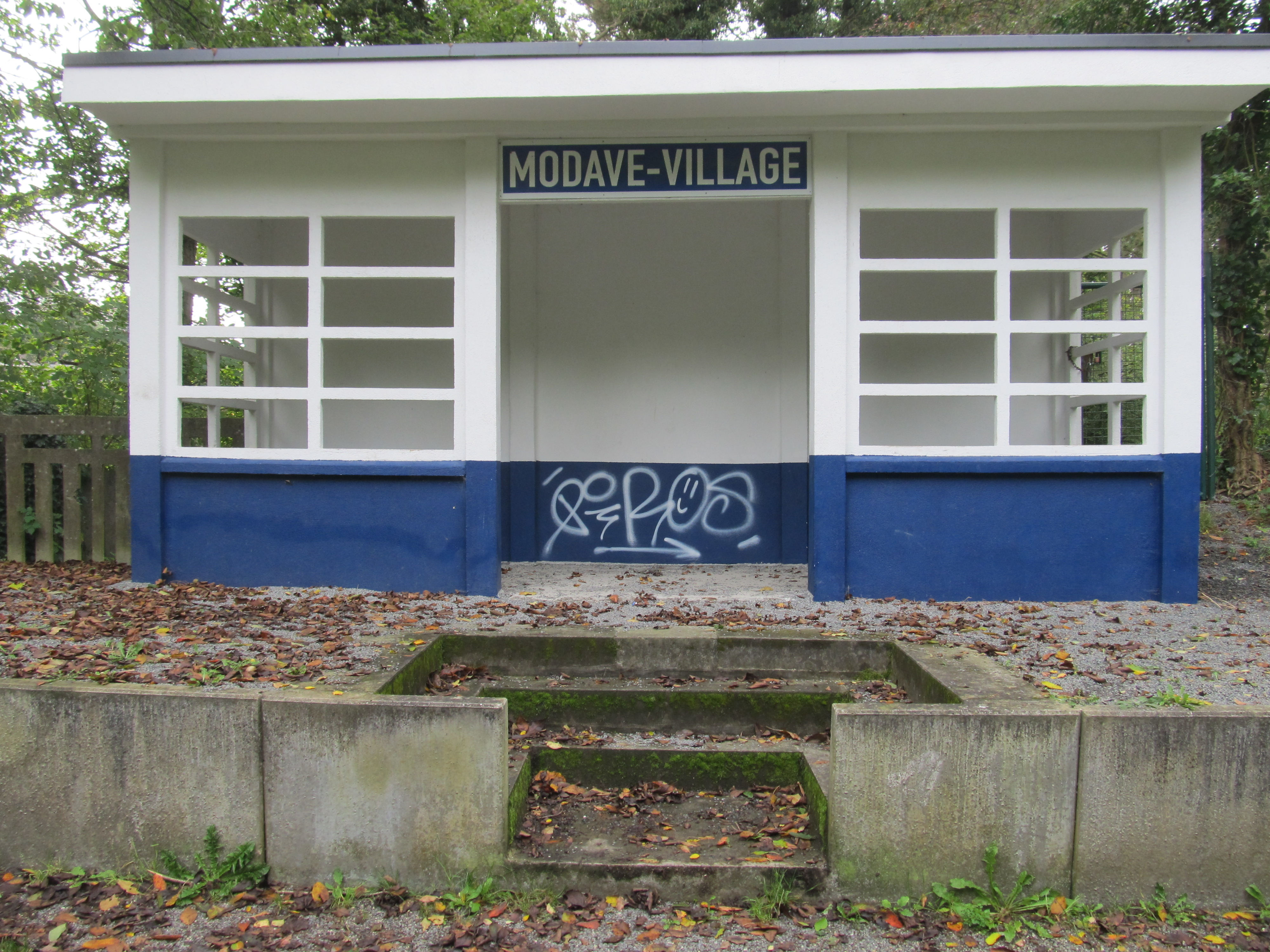
Abri.
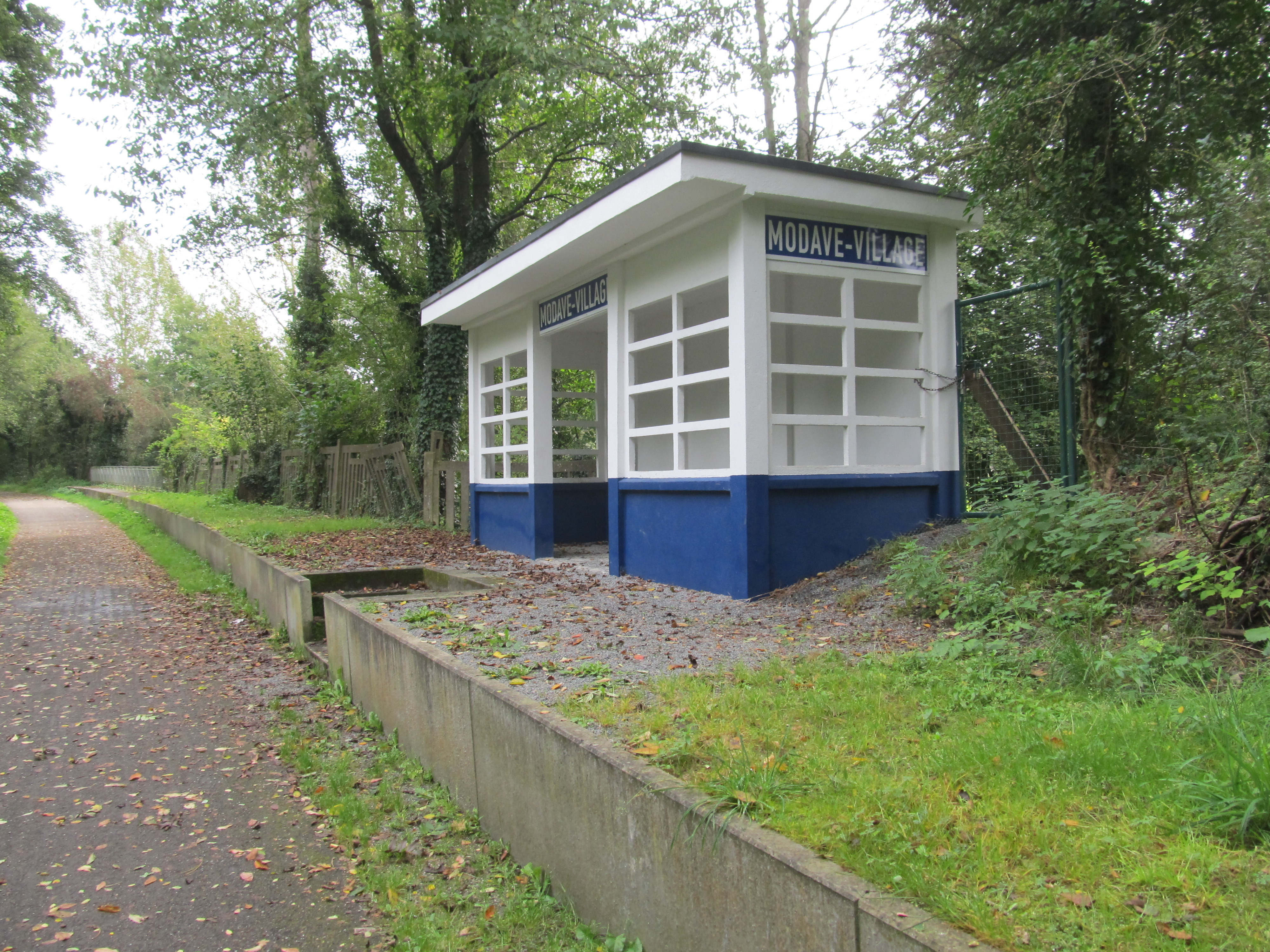
L'unique quai se prolonge sur le pont.